# Ga-in
Gain (coréen : 가인), de son vrai nom Son Ga-in (coréen : 손가인), née le 20 septembre 1987, est une chanteuse et actrice sud-coréenne. Elle fait partie du groupe Brown Eyed Girls et se joint au groupe 4tomorrow en 2009. Elle débute réellement sa carrière solo en 2010, avec le mini-album Step 2/4.

## Biographie

### 2012-13:Talk About SetRomantic Spring
Le 21 avril 2012, le MV de Someone Else est mis en ligne, il s'agit d'une collaboration entre J.Y.Park et Ga-in. Le titre s'est directement placée à la tête des charts en ligne notamment des sites Soribada et Bugs Music.
Le 4 juillet, il semblerait que Ga-in devrait faire prochainement son retour solo puisqu'un porte-parole de son agence a confié : « Ga-In devrait sortir un album solo au début du mois prochain et rencontrera donc par la même occasion ses fans. En ce moment, elle travaille sur l’enregistrement de l’album. Nous n’avons pas encore choisi quel sera le concept ».
Le 5 octobre, Ga-in fait son retour solo avec la sortie de son deuxième mini-album, Talk About S et la mise en ligne du MV du titre-phare, Bloom. Le titre phare, s’est hissé rapidement en tête des classements en temps réel de différents sites musicaux. Devenant ainsi simultanément numéro 1 des charts Bugs, Melon, Naver, Olleh, Soribada, Monkey3 et Daum, elle a réalisé ce qu'on appelle un all-kill.
Le 30 novembre, la cérémonie annuelle des Mnet Asian Music Awards a eu lieu à Hong Kong. Elle y a remporté le prix spécial de "Style en musique".
Le 2 avril 2013, LOEN Entertainment a annoncé que Ga-in sortirait prochainement un nouvel album qui contiendra au moins un duo. “Le nouvel album de Ga In est composé de chansons pleines d’émotion qui s’accorderont avec le printemps. Nous espérons que vous écouterez ce nouvel album qui montrera une autre facette de la personnalité de Ga In,” a déclaré un porte-parole de la maison de disques. Ainsi, le 8 avril son mini-album, "Romantic Spring" est publié et le MV du titre principal Brunch est mis en ligne.
Le 13 avril, Ga-in apparaît dans le clip, Gentleman de Psy,.

### 2014:Truth or Dare
Le 9 janvier 2014, il est annoncé que Ga-in sortira un nouvel opus.
Avant même sa sortie, sa prochaine chanson F**k U fait déjà beaucoup parler d'elle.
La chaîne SBS a déjà déclaré vouloir censurer la chanson du membre des Brown Eyed Girls en expliquant qu'elle était inappropriée à la diffusion. En première ligne, le titre de la chanson de Ga-in jugé beaucoup trop osé.
L’agence de la jeune femme a expliqué qu’elle s’attendait à un tel résultat depuis que F**k You a été produite. C’est donc sans surprise que la chanteuse a appris que SBS avait choisi de la censurer. Le MV de ce titre est mis en ligne le 27 janvier.
Le 6 février, son mini-album "Truth or Dare" est sorti, le MV du titre-phare du même nom est mis en ligne par cette occasion.

### 2015:Hawwah
Le 8 janvier 2015, l’agence de Ga-in a confirmé au site Starnews que la chanteuse des Brown Eyed Girls était “en train de préparer son nouvel album. La sortie était prévue pour janvier, février, mais elle s’y est consacrée totalement et il devrait être disponible au début du mois de mars. Pour le moment, cela pourrait être le 4 ou le 5 mars et nous pensons qu’il sera sous un format mini-album.”.
Le 2 mars, il est annoncé que le choix s'est arrêté sur deux titres promotionnels pour son 4e mini-album, la date de sortie a été confirmée. Ainsi, "Hawwah" sera disponible à partir du 12 mars. Le 12 mars, le mini-album est sorti et le MV de Paradise Lost, l'un des deux titres-phares est mis en ligne. Toujours en cette date, il est aussi dit que KBS a décidé de censurer la chanson Apple de son mini-album. Plus tard dans la même journée, le MV du titre en question est mis en ligne.
Le 17 mars, il est annoncé que si Ga-in souhaitait faire la promotion de Paradise Lost dans les émissions musicales de chaînes généralistes, elle devait en modifier la chorégraphie jugée trop provocante. En effet, grâce à certains passages Ga-in conceptualise le premier péché d'Ève en imitant le mouvement du serpent.

## Vie privée
En mai 2014, il est confirmé par son agence qu'elle est en couple avec l'acteur Ju Ji-hoon.

## Discographie

### Mini-albums
1. Step 2/4 (8 octobre 2010)
2. Talk About S (5 octobre 2012)
3. Romantic Spring (avec Cho Hyung-woo) (8 avril 2013)
4. Truth or Dare (6 février 2014)
5. Hawwah (12 mars 2015)

### Singles
1. Must Have LOVE (Yong Jun & Ga-in) (16 novembre 206)
2. Uri Saranghage Dwaesseoyo (우리 사랑하게 됐어요) (Jo Kwon & Ga-In) (17 décembre 2009)
3. Irreversible (8 octobre 2010)
4. Bad Temper (21 décembre 2010) (ne contient que cette chanson)
5. Bloom (5 octobre 2012)
6. Nostalgia (featuring Eric Mun de Shinhwa) (30 novembre 2012)
7. Brunch (avec Cho Hyung-woo) (8 avril 2013)
8. Fxxk U (featuring Bumkey) (28 janvier 2014)
9. Truth or Dare (6 février 2014)
10. A Tempo (21 mars 2014)
11. Apple (featuring Jay Park) (12 mars 2015)
12. Paradise Lost[20] (12 mars 2015)

## Filmographie
- Closer to Heaven (2009)
- The Huntresses (2013)
- Love Forecast (2015)

### Drama
- Do Me a Favor (2010)

## Récompenses et nominations
| Année | Titre                           | Catégorie                               | Travail nommé                  | Résultat   |
| ----- | ------------------------------- | --------------------------------------- | ------------------------------ | ---------- |
| 2009  | Cyworld Digital Music Awards    | Song of the Month (décembre)            | We Fell in Love (avec Jo Kwon) | Lauréat    |
| 2010  | Cyworld Digital Music Awards    | Song of the Month (janvier)             | We Fell in Love (avec Jo Kwon) | Lauréat    |
| 2010  | Gaon Chart Grand Opening Awards | January Week 1 Digital Chart Overall #1 | We Fell in Love (avec Jo Kwon) | Lauréat    |
| 2010  | Gaon Chart Grand Opening Awards | January Week 2 Digital Chart Overall #1 | We Fell in Love (avec Jo Kwon) | Lauréat    |
| 2010  | Gaon Chart Grand Opening Awards | January Week 3 Digital Chart Overall #1 | We Fell in Love (avec Jo Kwon) | Lauréat    |
| 2010  | Gaon Chart Grand Opening Awards | January Week 4 Ringback tone #1         | We Fell in Love (avec Jo Kwon) | Lauréat    |
| 2010  | Melon Music Awards              | Song of the Year                        | We Fell in Love (avec Jo Kwon) | Nomination |
| 2010  | Melon Music Awards              | Netizen Popularity Song                 | We Fell in Love (avec Jo Kwon) | Nomination |
| 2010  | Melon Music Awards              | Hot Trend Song Award                    | Irreversible                   | Nomination |
| 2010  | Melon Music Awards              | Music Video of the Year                 | Irreversible                   | Lauréat    |
| 2010  | 12th Mnet Asian Music Awards    | Best Music Video                        | Irreversible                   | Nomination |
| 2010  | 12th Mnet Asian Music Awards    | Best Collaboration                      | We Fell in Love (avec Jo Kwon) | Lauréat    |
| 2010  | Bugs Music Awards               | Song of the Year                        | We Fell in Love (avec Jo Kwon) | Nomination |
| 2010  | Bugs Music Awards               | Best Duet (Or)                          | We Fell in Love (avec Jo Kwon) | Lauréat    |
| 2010  | MBC Entertainment Awards        | Show, Variety Female Rookie Award       | We Got Married                 | Lauréat    |
| 2010  | MBC Entertainment Awards        | Best Couple Award with Jo Kwon          | We Got Married                 | Lauréat    |
| 2010  | 25th Golden Disk Awards         | Digital Music Bonsang                   | Irreversible                   | Nomination |
| 2010  | 25th Golden Disk Awards         | Popularity Award                        | Elle-même                      | Nomination |
| 2010  | 20th Seoul Music Awards         | Bonsang Awards                          | Irreversible                   | Nomination |
| 2010  | 20th Seoul Music Awards         | Popularity Award                        | Elle-même                      | Nomination |
| 2011  | 1st SBS MTV Best of the Best    | Artist of the Year                      | Elle-même                      | Nomination |
| 2012  | 14th Mnet Asian Music Awards    | Best Female Artist                      | Elle-même                      | Nomination |
| 2012  | 14th Mnet Asian Music Awards    | Best Collaboration Performance          | Someone Else (avec JYP)        | Nomination |
| 2012  | 14th Mnet Asian Music Awards    | Best Music Video                        | Bloom                          | Nomination |
| 2012  | 14th Mnet Asian Music Awards    | Artist of the Year                      | Elle-même                      | Nomination |
| 2012  | 14th Mnet Asian Music Awards    | Style in Music Award                    | Elle-même                      | Lauréat    |
| 2012  | 2nd SBS MTV Best of the Best    | Best Solo Female                        | Elle-même                      | Nomination |
| 2012  | 2nd SBS MTV Best of the Best    | Best Collaboration                      | Someone Else (avec JYP)        | Nomination |
| 2012  | 2nd Gaon Chart K-Pop Awards     | Song of the Year (octobre)              | Bloom                          | Lauréat    |
| 2012  | 22nd Seoul Music Awards         | Bonsang Award                           | Bloom                          | Nomination |
| 2012  | 22nd Seoul Music Awards         | Popularity Award                        | Elle-même                      | Nomination |
| 2013  | 10th Korean Music Awards        | Pop Song of the Year                    | Bloom                          | Nomination |